# Bitva o Británii
Bitva o Británii (10. července 1940 – 31. října 1940) představuje střetnutí mezi německou Luftwaffe a britskou Royal Air Force nad Británií a kanálem La Manche. Pro „bitvu o Británii“ (Battle of Britain) se občas používá i pojmenování „bitva o Anglii“. Jednalo se o první významné střetnutí v dějinách válek vybojované výhradně prostřednictvím leteckých sil.
Smyslem této vzdušné bitvy, kterou po skončení bitvy o Francii rozpoutala německá strana, bylo zničit nebo alespoň výrazně oslabit Royal Air Force, a získat tak jednoznačnou vzdušnou převahu nad kanálem La Manche a Británií, což německé velení považovalo za nutnou podmínku pro uskutečnění operace Seelöwe, plánované invaze do Anglie. Bez této převahy by tato akce byla příliš riskantní až neproveditelná.
Koncem října 1940 Němci pochopili, že nejsou schopni dosáhnout svého cíle a zničit britskou Royal Air Force, začali omezovat své akce,
a přesunovat těžiště útoků na nálety podnikané v noci, v období Brity nazývaném Blitz. V roce 1941 pak byla většina kapacit Luftwaffe převelena na jiná bojiště (do Středomoří a na východní frontu).

## Fáze bitvy
Bitva se postupně odehrávala v odlišných oblastech a postupně se měnil i charakter jejích bojů, přičemž přechody mezi jednotlivými obdobími většinou splývaly, a na přesném vymezení jednotlivých fází proto mezi různými autory nepanuje plná shoda. Následující orientační přehled je založen na členění dle údajů Royal Air Force Museum:
- 26. června – 16. července: období tzv. rušivých náletů menšího rozsahu, denních i nočních, majících charakter průzkumu bojem ze strany Luftwaffe a od 4. července počátek šarvátek nad kanálem La Manche.
- 17. července – 12. srpna: střetnutí nad kanálem La Manche (anglicky Channel battles, německy Kanalkampf) mezi britskými piloty a letci Luftwaffe útočícími na britskou lodní dopravu v něm, postupně následované německými nálety na přístavy a pobřežní letiště RAF.
- 13. srpna – 6. září: Adlerangriff, pro Luftwaffe počátek hlavní fáze bitvy, zaměřený na denní útoky proti letištím a dalším instalacím Royal Air Force, po 19. srpnu doprovázený i nočními nálety na přístavy a průmyslová města, včetně předměstí Londýna.
- 7. září – 2. října: počátek Blitzu, masivních náletů na Londýn ve dne i v noci.
- 3. října – 31. října: rozsáhlé bombardovací operace se přesunuly převážně do nočních hodin, denní operace Luftwaffe se omezovaly hlavně na nálety stíhacích bombardérů, jejichž cílem bylo vylákat stíhače RAF k boji.

## Počátek bojů

Schematické znázornění situace a rozložení sil. Zachyceno je zejména rozhraničení skupin Fighter Command a dosah britského radarového systému (červeně), a umístění německých leteckých základen v severozápadní Francii a akční rádius stíhaček Bf 109 (modře).

První fáze bitvy o Británii začala dne 10. července 1940, kdy německé letectvo podnikalo občasné útoky na konvoje, a to zejména svými střemhlavými bombardéry Junkers Ju 87 Stuka. V průběhu jednoho měsíce docházelo i ke vzájemným střetnutím britských a německých pilotů v rovině osobních soubojů. 1. srpna 1940 vydalo vrchní velitelství Wehrmachtu směrnici č. 17 o vedení letecké a námořní války, ve které se ukládalo:
- zničit RAF a britský letecký průmysl
- rozvrátit zásobování Velké Británie potravinami
- způsobit co největší ztráty britskému obchodnímu a válečnému loďstvu.

Tento úkol byl svěřen třem leteckým armádám (německy Luftflotte, doslova "vzdušná flota") rozmístěným na letištích v okupovaných zemích západní Evropy, z nichž 2. byla dislokovaná v severní Francii, Belgii a Nizozemsku, 3. v západní Francii, a 5. operovala z území Dánska a Norska.
Jejich protivníkem na britské straně bylo zejména Velitelství stíhacího letectva (anglicky Fighter Command, doslova "stíhací velitelství") RAF, spolu s dalšími obrannými jednotkami, včetně sil protiletadlového dělostřelectva a přehradních balónů. Síly Fighter Command byly rozčleněny do čtyř skupin (Group) čísel 10–13, z nichž každá sdružovala několik úsekových (sektorových) velitelství, jimž byly podřízeny stíhací perutě z jednoho nebo několika letišť.

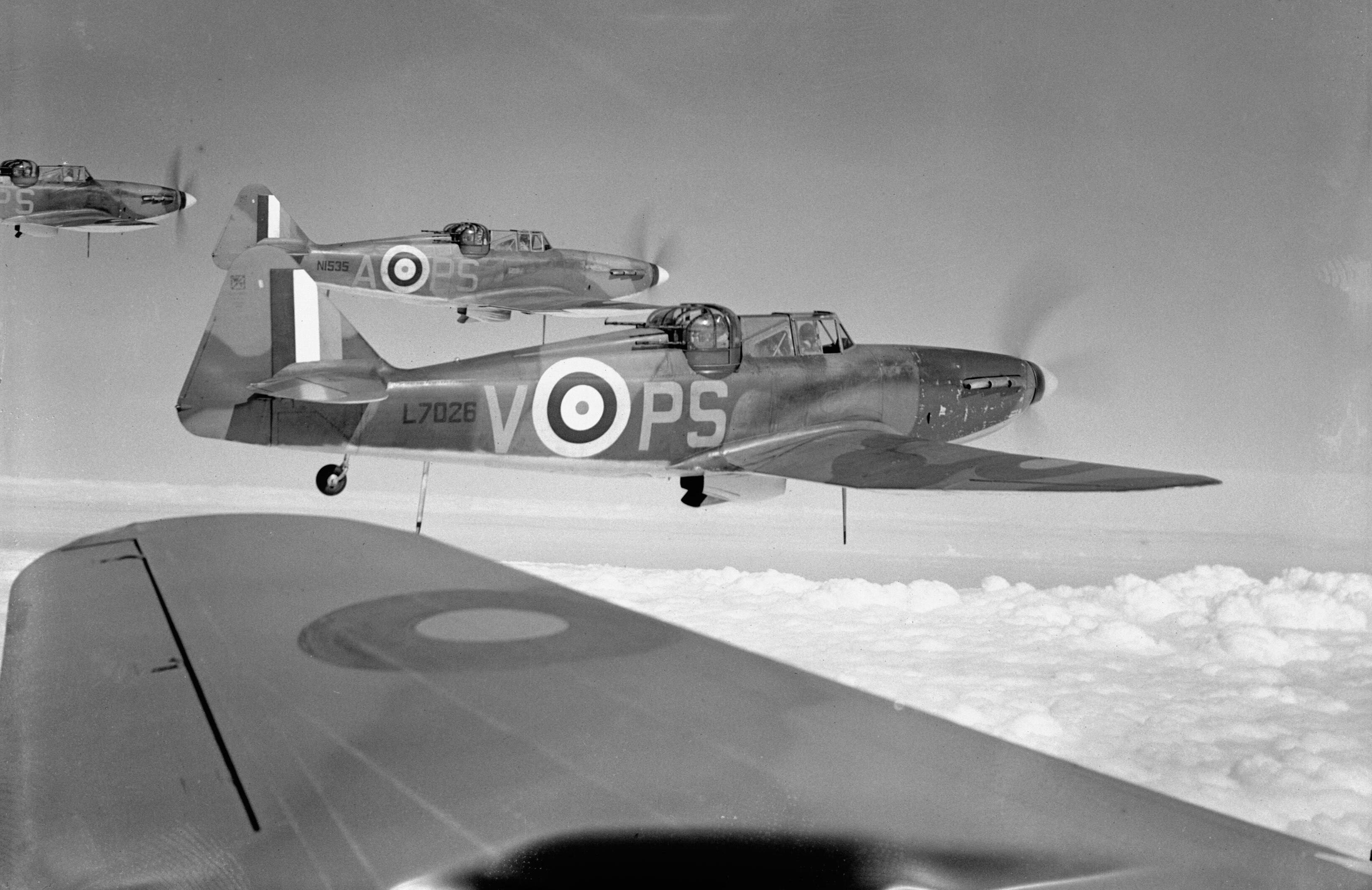
Boulton Paul Defiant 264. perutě RAF.

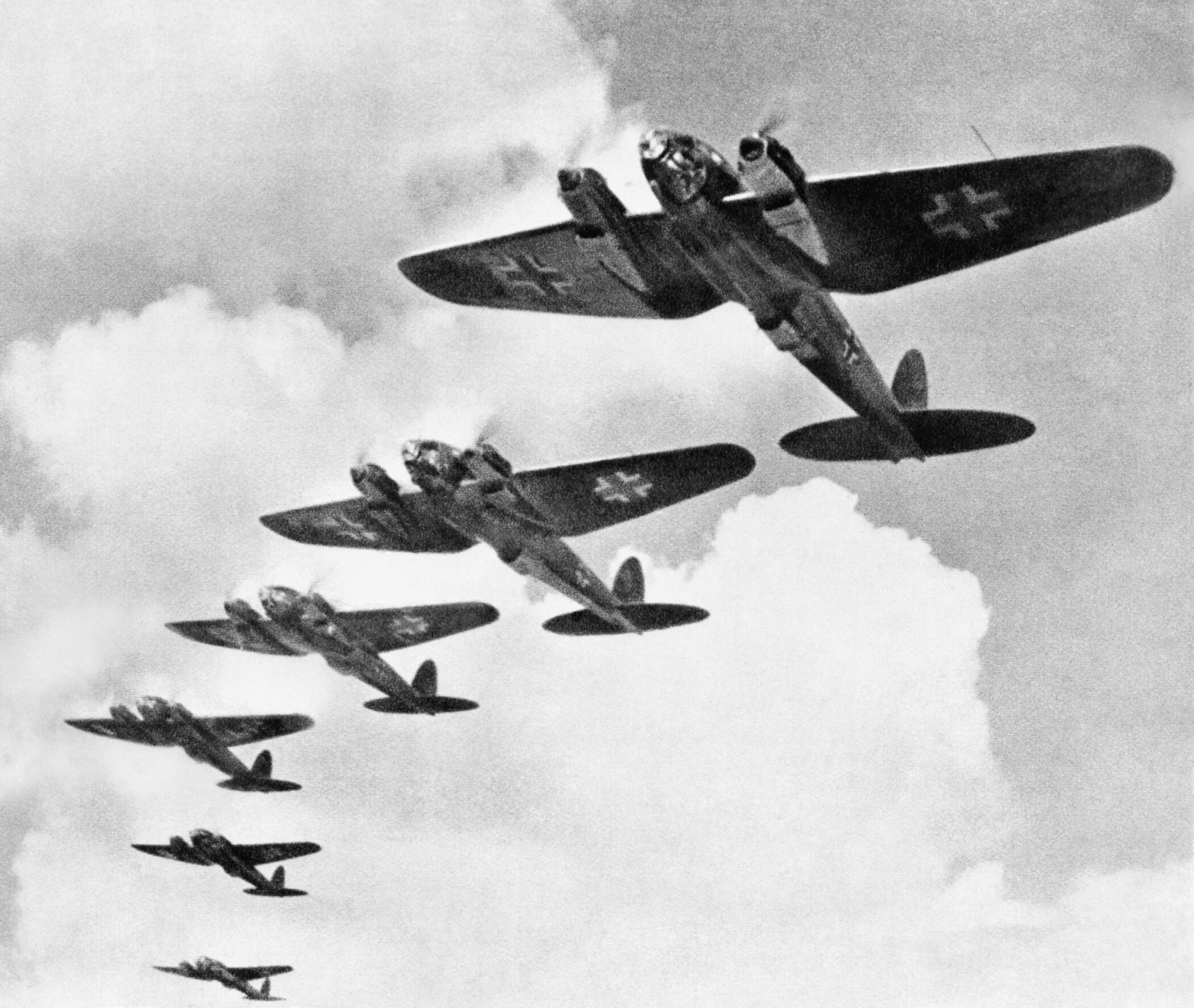
Sestava Heinkelů v bitvě o Británii

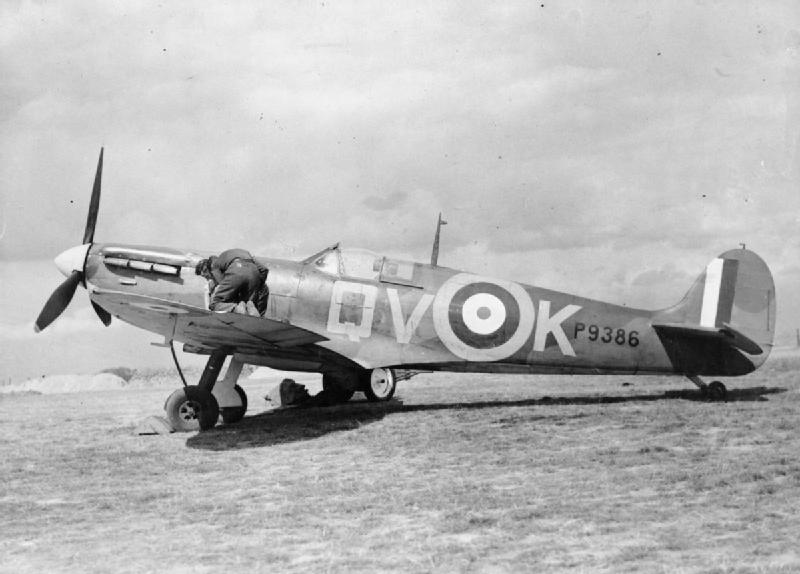
Supermarine Spitfire 19. peruti RAF při předletové přípravě.

11. srpna 1940 vydalo velitelství Luftwaffe rozkaz k akci, kterou měla být během čtyř dnů leteckých útoků vyřazena letištní síť v jižní Anglii. Tato akce dostala krycí název „Den Orla“. 10. srpna, po obdržení předpovědi počasí, stanovilo velitelství Luftwaffe začátek útoku na 13. srpna. 12. srpna proběhly první útoky německých bombardérů, které měly vyřadit pět britských radiolokátorů. Na několik dní se však podařilo vyřadit jen radar u Ventnoru. 13. srpna začaly první útoky na jedenáct britských letišť, bombardováním však byla postižena i města Portsmouth, Portland a další. 15. srpna provedla Luftwaffe velký nálet za použití všech tří leteckých armád, který vyřadil z provozu několik letišť,[zdroj⁠?!] další byla těžce poškozena. Zcela neúspěšně však skončily nálety části sil 5. letecké armády, která se ze základny Stavanger v Norsku pokoušela bombardovat cíle v okolí Newcastlu. Těžké ztráty utrpěla i 30. bombardovací eskadra, která útočila na britská letiště z dánského Aalborgu. V průběhu 15. srpna utrpěla Luftwaffe největší ztráty, ztratila 75 letounů. Příslušníky Luftwaffe začal být tento den označován jako „Černý čtvrtek“.
Na poradě velitelů leteckých armád, které se konalo v Göringově venkovském sídle Carinhallu, se nejvyšší funkcionáři Luftwaffe rozhodli hledat cestu ke snížení ztrát bombardovacích letounů zavedením nové taktiky. Na rozdíl od dosavadní praxe, kdy stíhači působili převážně formou "volného stíhání," měli nyní přímo doprovázet bombardéry a bezprostředně je chránit. To Britům umožnilo na jedné straně včas zjišťovat směry útoků skupin, na straně druhé nebyl jejich systém pozemní kontroly technicky vybaven pro řízení větších skupin perutí.
Automatický vysokofrekvenční směrový vysílač na letounech, tzv. „Pip-Squeak“, udávající sektorovému velitelství pozici jednotek ve vzduchu, mohl být vzhledem k technickým omezením současně používán pouze čtyřmi perutěmi v rámci jednoho úseku, a pokud se v prostoru sektorového velitelství nacházelo více samostatně operujících perutí, jak se často dělo, bylo nutno další navádět pouze za pomoci co nejpřesnějšího odhadu jejich polohy.
18. srpna probíhaly další velmi těžké letecké boje, přičemž bylo nejvíce ztrát v dosavadním průběhu na obou stranách. Tento den došlo také k rozhodnutí, že do letecké bitvy nad Anglií se nebudou již nadále používat střemhlavé bombardéry Ju 87 Stuka, které se pro tento typ boje nehodily. 19. srpna německé velení nařídilo, aby došlo k zintezívnění útoků na letiště i továrny na výrobu letadel.
Byla bombardována i některá britská města, avšak s výjimkou centra Londýna. 24. srpna bylo bombardováno Ramsgate a Portsmouth. Téhož dne v noci byly omylem shozeny bomby i na Londýn, což vyvolalo u Britů protiakci a britské bombardovací letectvo učinilo v noci z 25.–26. srpna nálet na Berlín. 27. srpna začalo britské letectvo používat systém Tally-Ho, který umožňoval stíhacím perutím 11. skupiny povolávat po zjištění náletu jako posilu perutě z jiných úseků.[zdroj⁠?!] RAF tak dokázala sestavit velká seskupení letounů, přičemž rychlejší a obratnější Spitfire byly určeny na boj s doprovodnými stíhači, zatímco robustnější Hurricany se zabývaly ničením německých bombardérů. 30. srpna vydal německý maršál Hermann Göring rozkaz, který nařizoval 2. letecké armádě zničit britské stíhací perutě soustředěné kolem Londýna a 3. letecké armádě ukládal hromadnými nočními útoky na Bristol a Liverpool terorizovat britské obyvatelstvo a rozvrátit zásobování. Za denního světla se měly provádět pouze útoky na závody leteckého průmyslu.

## Obrat v bitvě

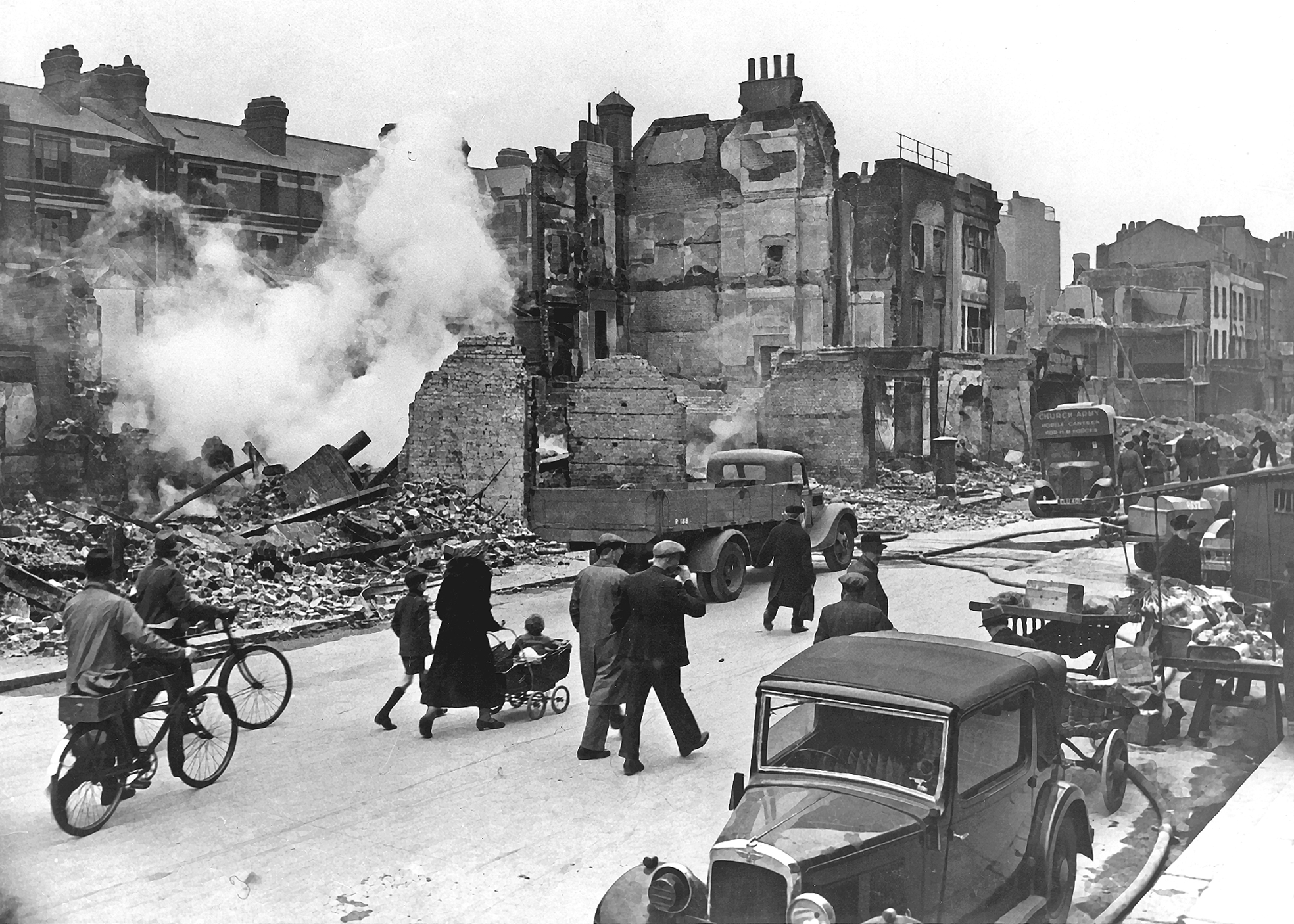
Následky bombardování Londýna

Winston Churchill v Coventry po bombardování. V pozadí trosky katedrály sv. Michala.

Od počátku bitvy o Anglii vycházelo velení německého letectva z optimistických údajů o ztrátách nepřítele. RAF sice ztráty utrpěla, ale její bojeschopnost to neovlivnilo. Letecký průmysl dodával dostatek kvalitních letounů Spitfire a Hurricane, problém byl s piloty, kterých bylo málo. Proto byli intenzivně přeškolováni zahraniční piloti, kteří emigrovali ze států Evropy okupovaných Německem nebo přišli jako dobrovolníci. Významnou posilou byli i piloti, kteří uprchli z Protektorátu Čechy a Morava a kteří se podíleli na bojích v bitvě o Anglii. Nejúspěšnějším československým letcem a stíhacím letcem v bitvě o Anglii vůbec se stal Josef František, který měl, jako člen polské 303. perutě, potvrzeno 17 zničených nepřátelských letounů.
V měsíci září začalo docházet k postupnému obratu ve válce o Anglii. Dne 4. září 1940 za účasti fanatického davu hrozil Hitler ve Sportovním paláci v Berlíně Velké Británii barbarskými leteckými útoky. Den poté nařídil, aby první masový letecký útok na Londýn začal 7. září. Toho dne přijel do Calais velitel Luftwaffe Hermann Göring, aby osobně řídil útoky německého letectva proti Velké Británii. První úder Brity překvapil, protože očekávali, že dojde k útoku na letiště a s bombardováním Londýna nepočítali. Útoky na britské hlavní město pokračovaly prakticky až do 13. listopadu 1940, přičemž noční nálety byly uskutečňovány noc co noc. Němečtí pohlaváři se domnívali, že bombardováním zničí morálku obyvatelstva, což přispěje k britské kapitulaci. Bombardování Londýna však paradoxně přispělo ke konsolidaci RAF, protože se Luftwaffe tolik nezaměřovala na anglická letiště. Britský letecký maršál Trafford Leigh-Mallory, který přišel s nápadem "velkých křídel," tak mohl svoji taktiku soustřeďování perutí RAF dovést k ještě větší dokonalosti[zdroj?]. Dne 15. září podnikla Luftwaffe na Londýn masivní nálet, který měl zlomit britský odpor. V ten den mělo Fighter Command k disposici celkem 581 Spitfirů a Hurricanů, což bylo o něco málo více než začátkem bitvy, navzdory ztrátám utrpěným v jejím průběhu.
I stíhací složka Luftwaffe v dosavadních bojích utrpěla značné ztráty – k 7. září stav jejích jednomotorových stíhacích letadel schopných nasazení poklesl na 533.
15. září však RAF dokázala soustředit veškeré své síly[zdroj?] a postavila se na zuřivý odpor. Britskému velitelství stíhacího letectva se podařilo poprvé použít proti nepříteli všechny tři stíhací skupiny současně. Celý den probíhaly tvrdé boje, při nichž RAF způsobila ztrátu padesáti šesti letounů Luftwaffe, což potvrzují i německé zdroje.
Ještě víc než samotné ztráty však Němce vyděsila skutečnost, že RAF a celá protivzdušná obrana, o níž se domnívali, že leží v troskách, je v podstatě nedotčena. V následujících dnech intenzita bojů polevila. 17. září vydalo německé vrchní velení rozkaz, že operace Seelöwe (invaze do Velké Británie), která se měla uskutečnit za předpokladu úspěšného průběhu bitvy o Anglii, se odkládá na neurčito. Dne 19. září nařídilo německé velení letectva zesílit útoky na britské zásobovací pozice a zařízení. Velitelé 2. a 3. německé letecké armády obdrželi rozkaz bombardovat zejména britské přístavy a zaminovávat je. 7. listopadu vydal maršál Göring rozkaz k provedení mohutných úderů na města Liverpool, Birmingham a Coventry. Posledně jmenované město bylo dne 14. listopadu plošně vybombardováno a stalo se paradoxně předmětem zkoumání britského velitelství bombardovacího letectva a modelem pro přípravu útoků na německá velkoměsta. Bombardování Velké Británie probíhalo již v menší intenzitě prakticky až do jarních měsíců roku 1941. Posledním velkým vzepětím Luftwaffe byl noční nálet z 10. května 1941, který velmi tvrdě postihl Londýn.

## Porovnání taktické situace

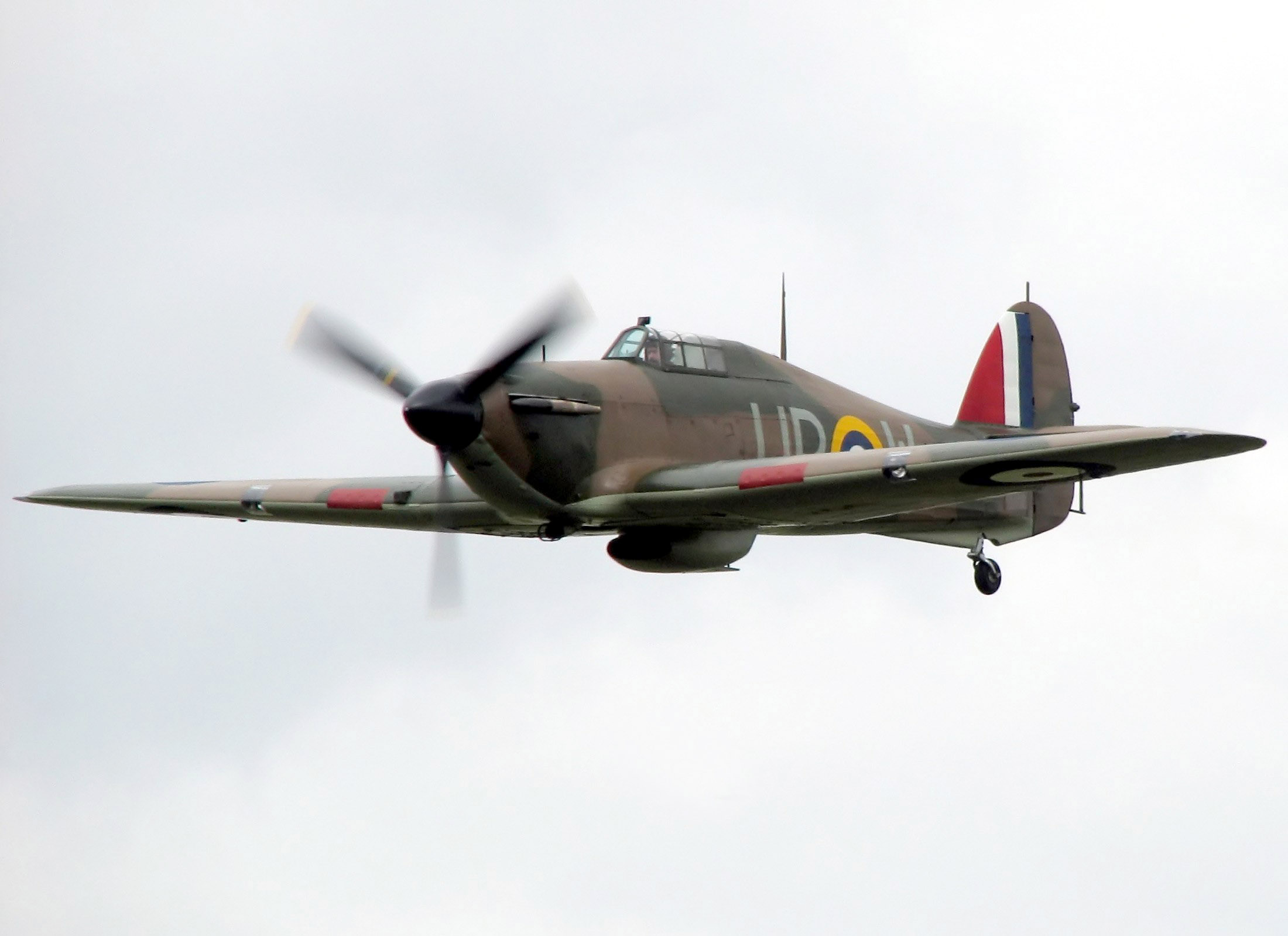
Hawker Hurricane na letecké přehlídce v roce 2008 – jeden z mála letuschopných kusů na světě

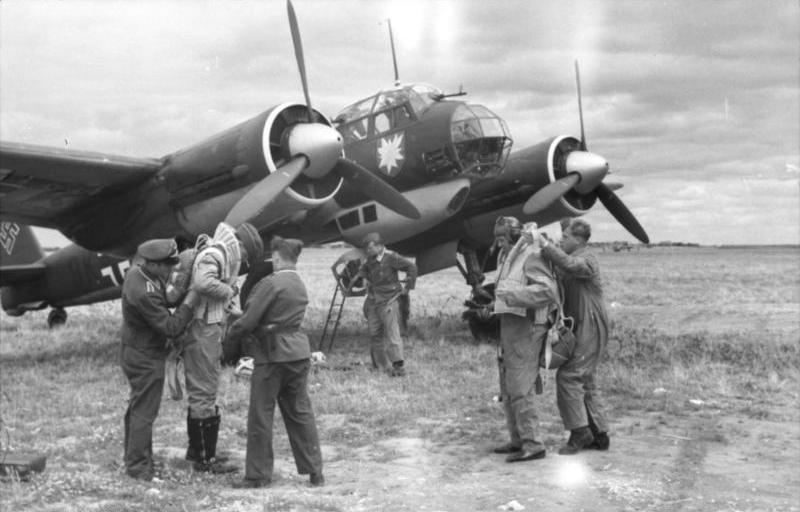
Osádka bombardéru Junkers Ju 88 z KG 51 se připravuje k náletu

- Dowdingův systém pozemní kontroly dokázal zkoordinovat centrální velení a předávání informací o nepříteli z velitelského stanoviště Fighter Command v Bentley Priory s decentralisovaným naváděním vzdušných jednotek skupinovými a sektorovými velitelskými stanovišťmi, jakož i s pozemními jednotkami protivzdušné obrany. Na straně Německa každá ze zúčastněných Luftflotte operovala samostatně v jí vyhrazené oblasti, s malou mírou kooperace s ostatními, pod velitelem přímo podřízeným Hermannu Göringovi, jehož pokusy o osobní velitelský zásah do vedení bojů byly často náhodné a nesystematické.
- Britové na rozdíl od Němců dokázali zapojit radar do systému včasné výstrahy. V tom navíc ještě figurovala široká síť pozorovatelů z tzv. Observer Corps, která sledovala německé formace po překročení pobřeží.[p 6]
- Britové disponovali výhodou v oblasti radiového zpravodajství. Mimo informací pocházejících z rozluštěných německých depeší šifrovaných přístrojem Enigma[p 7], které sice poskytovaly obrázek složení a početních stavů jednotek Luftwaffe, ale nebyly obvykle k disposici v takovém čase, aby mohly mít vliv na řízení obrany na operační úrovni, šlo i o informace získané sledováním radiového provozu bombardérů Luftwaffe, které byly užitečnou pomůckou při určování rozsahu a směřování německých náletů.[18] Nekódovaný radiofonický provoz leteckých svazů seskupujících se k náletům totiž poskytoval cenné taktické informace se značným předstihem před tím, než mohly být tyto formace zachyceny radarem.[19]
- Kombinace těchto informací, spolu s efektivním systémem pozemní kontroly a radiového navádění stíhacích formací, umožnila RAF nespoléhat se na stálé hlídkování, které by vedlo k zvýšenému opotřebení strojů a únavě pilotů, ale mohla včas zareagovat až na již zjištěnou hrozbu. Skupinová velitelství na jejich základě také většinou dokázala se značnou mírou přesnosti rozlišit, které ze zjištěných nepřátelských formací jsou klamné, tvořené pouze stíhačkami a mající za cíl vylákat britské stíhací perutě k boji, a které jsou tvořeny z významné části bombardéry a tudíž představují reálné ohrožení.
- Luftwaffe trpěla nedostatkem zpravodajských informací o organisaci britského systému protivzdušné obrany, způsobu jeho řízení a spojení, jakož i o přesné aktuální dislokaci perutí Fighter Command, což jí znemožnilo soustředit své útoky na klíčové cíle. Namísto toho docházelo k útokům i na letiště užívaná jinými složkami RAF, jejichž bezprostřední význam pro britskou vzdušnou obranu byl relativně menší. Došlo také k podcenění významu a účinnosti britského radaru, a ačkoliv jeho existence byla Luftwaffe známa, útoky proti radarovým stanicím nebyly prováděny důsledně.[15]
- Při náletech na Londýn nedokázalo Německo svým bombardérům zajistit dostatečnou stíhací ochranu po celé trase, neboť stíhači měli nad Londýnem příliš málo paliva na agresivní boj.[20]
- Němci si mohli zvolit čas, místo i sílu útoku, zatímco Britové pouze místo a sílu reakce. S tím, jak Luftwaffe pronikala hlouběji nad pevninu, získávala RAF čas ke shromáždění a koordinaci svých letounů.
- Boje se odehrávaly relativně daleko od německých základen nad nepřátelským územím, což znamenalo, že ztráty německých pilotů byly definitivní; zpravidla ani poškozený letoun se nedostal dost daleko od nepřítele, aby mohla být jeho posádka zachráněna svými. Naproti tomu piloti Royal Air Force byli sestřelováni nad domácím územím a pokud nebyli zraněni, mohli teoreticky již pár hodin nato opět odstartovat k boji v novém nebo opraveném letadle. Na druhou stranu, námořní záchranná služba RAF byla teprve v plenkách, zatímco Němci disponovali propracovaným systémem na zachraňování pilotů z moře.

## Zahraniční piloti

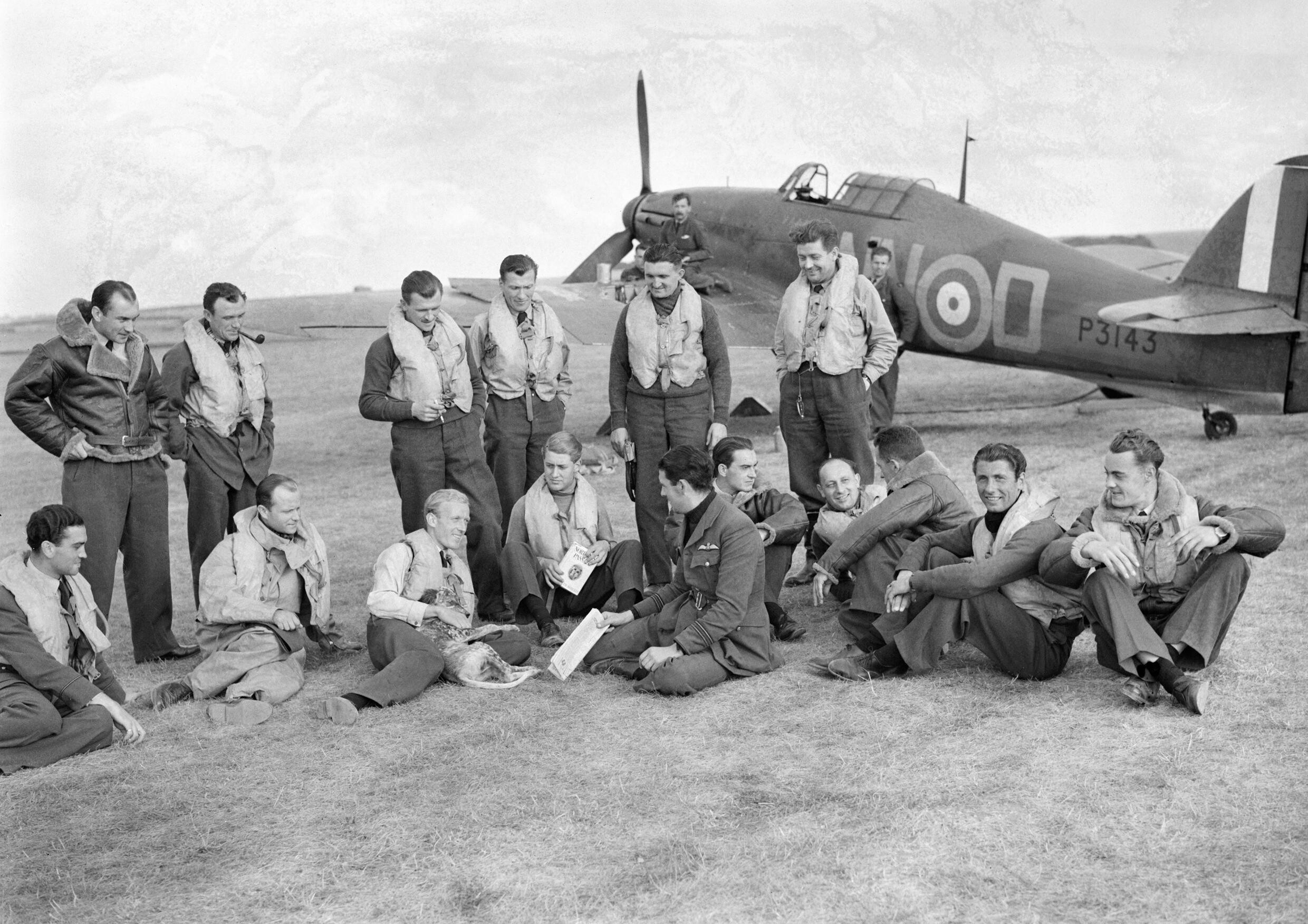
Skupina pilotů československé 310. peruti před stíhačkou Hawker Hurricane na základně v Duxfordu, 7. září 1940.

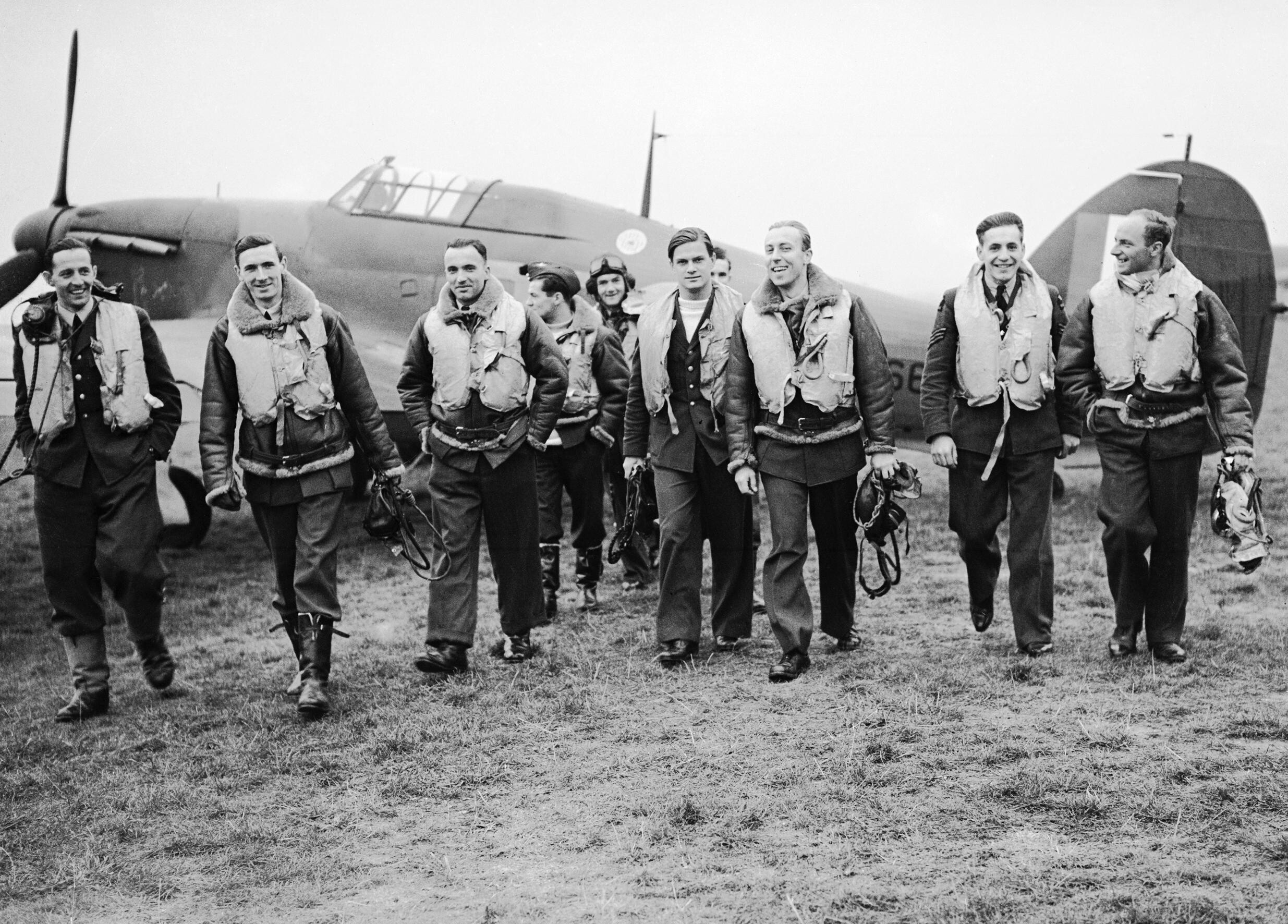
Piloti 303. polské perutě.

Kromě britských pilotů RAF a FAA se bitvy o Británii na britské straně účastnili též piloti z mnoha zemí světa. Šlo především o dobrovolníky z britských dominií a kolonií a exulanty z Evropy. Nejpočetnější skupinu zahraničních pilotů tvořili Poláci. Druhou nejpočetnější národností se stali Novozélanďané (asi 130 pilotů) a na třetím místě v počtu účastníků bitvy byli Kanaďané (asi 112 pilotů). Velmi významnou složku tvořili také českoslovenští piloti, jejichž skupina byla co do počtu účastníků bitvy na čtvrtém místě. Společně s Poláky patřili k elitním pilotům. Dle různých zdrojů se bitvy o Británii účastnilo 84–93 československých pilotů, z nichž velká většina pocházela z českých zemí. Dále se bojů zapojili v počtech řádu desítek piloti z Belgie, Austrálie, Jižní Afriky, Irska, v menší míře pak také piloti Francie, USA, Jamajky, Palestiny, Newfoundlandu, Cejlonu a Jižní Rhodesie.

### Někteří úspěšní zahraniční stíhači RAF a jejich bilance v Bitvě o Británii
| Pilot             | Země původu    | Počet sestřelů během bitvy |
| ----------------- | -------------- | -------------------------- |
| Josef František   | Československo | 17                         |
| Brian Carbury     | Nový Zéland    | 15 a 1/3                   |
| Witold Urbanowicz | Polsko         | 15                         |
| Paterson Hughes   | Austrálie      | 14 + 5/6                   |
| Colin Gray        | Nový Zéland    | 14 a 1/2                   |
| John Kent         | Kanada         | 11                         |
| Adolph Malan      | Jižní Afrika   | 9                          |
| Jan Zumbach       | Polsko         | 8                          |
| Stanislaw Skalski | Polsko         | 4                          |

## Citát
| „                                   | Na poli lidských konfliktů nikdy nevděčilo tolik za tak mnoho tak málu. | “ |
| — Winston Churchill, 20. srpna 1940 |                                                                         |   |

| „                                    | Nemohu nabídnout nic než krev, dřinu, slzy a pot. | “ |
| — Winston Churchill, 13. května 1940 |                                                   |   |